# Dialeurodes octoplicata
Dialeurodes octoplicata là một loài côn trùng cánh nửa trong họ Aleyrodidae, phân họ Aleyrodinae.
Dialeurodes octoplicata được Corbett miêu tả khoa học đầu tiên năm 1935.